# サービスセンター
サービスセンターとは何らかの組織・企業などに置かれる施設の名称。客が利用するということを円滑に進めることを目的として設置されている施設である。すなわちサービスセンターでは客との取引などを行うのではなく、客への各種のサービスを行うことを目的として設置され運営されている。
また、公共団体においても、例えば日本の静岡県では2014年現在、静岡県庁内に県民サービスセンターという施設が置かれており、資料の閲覧やパンフレットの配布や情報提供などといったサービスが行われている。